# Dry Kill Logic
Dry Kill Logic är ett amerikanskt metalband, som bildades 1993 (under namnet Hinge) i Westchester, New York. De släppte sitt första album 2001, The Darker Side of Nonsense. Den 5 oktober 2004 släppte de albumet The Dead and the Dreaming, vilket blev deras stora genombrott i den amerikanska metalbranschen. Bandets tredje album, Of Vengeance and Violence, släpptes den 10 september 2006.

## Medlemmar
Nuvarande medlemmar
- Cliff Rigano – sång (1993– )
- Phil Arcuri – trummor (1993– )
- Jason Bozzi – gitarr (2002– )
- Brendan Kane Duff – basgitarr (2006– )

Tidigare medlemmar
- Luis (Louie) Bravo – gitarr, sång (1993)
- Scott Thompson – gitarr (1993–2002)
- Dave Kowatch – basgitarr (1995–2003)
- Danny Horboychuk – basgitarr (2003–2005)
- Casey Mahoney – basgitarr (2005–2006)

## Diskografi
Studioalbum
- 2001 – The Darker Side of Nonsense
- 2004 – The Dead and Dreaming
- 2006 – Of Vengeance and Violence

EP
- 1997 – Cause Moshing is Good Fun (som Hinge)
- 1999 – Elemental Evil (som Hinge)
- 2002 – Rot
- 2006 – The Magellan Complex

Singlar
- 2001 – "Nightmare"